# Solenoidea
Solenoidea è una superfamiglia di molluschi bivalvi dell'ordine Veneroida.

## Famiglie
- Pharidae H. Adams & A. Adams, 1858
- Solenidae Lamarck, 1809